# Rejsen til Utopia
|  | Denne artikel er oprettet af botten Steenthbot ud fra en ekstern database. Den kan derfor have sproglige fejl eller mangler. Denne skabelon kan fjernes efter kontrol af indholdet. |

Rejsen til Utopia er en dansk dokumentarfilm fra 2020 instrueret af Erlend E. Mo.

## Handling
En dansk/norsk kunstnerfamilie beslutter, at tage deres ansvar for klodens klimakrise alvorligt og flytte til Karise Permatopia – en nybygget, energineutral økolandsby. Men er det også en bæredygtig løsning for en familie på seks stærke individualister? Filmen dokumenterer over flere år familiens forsøg på at ‘gøre det rigtige’ og alle sammenstød mellem idealer og virkelighed, fællesskab og frihedstrang. Konflikten udspiller sig især mellem mor Ingeborg, der entusiastisk kaster sig ind i fællesskab og forpligtelser og far Erlend, filmens instruktør, der længes tilbage til deres gamle, mere magelige og mindre regelbundne liv. Begge får højlydt modspil af deres rebelske teenagedatter med popstjernedrømme.